# 護理倫理
護理倫理學是應用倫理學的分支，是和护理学有關的倫理學。護理倫理學的許多原則和醫療道德相近，例如行善、不傷害病人和尊重自主權等原則。但相較於醫療道德，護理倫理學更強調人際關係，人的尊嚴和合作醫療，以此來促進醫療品質。

## 發展目標
由於護理的本質，護理倫理會著重在探討「照顧」上的倫理，而不是「治療」上的倫理，護理倫理會探索護理人員和被照料者的日常互動，以此來加強關懷倫理。早期定義的護理倫理更側重於好的護理人員需要有的德性，甚至以往還包括對醫生的服從，而沒有探討護理對人的行為及關係。不過近年來護理倫理也逐漸轉向於探討護理人員的義務，尊重患者的人權，也因此產生了一些供護理人員遵守的專業守則，像是從国际护士理事会建立的護理相關準則。

## 學理特色
雖然護理倫理大部份和醫學倫理學類似，但也有一些不同點。布里爾-麥基（Brier-Mackie）表明護士的重點在對於病人的照顧和培育，而不是對疾病的治療，因此其倫理準則和醫學不同。此外，護理倫理強調日常實踐的倫理，而較不強調伦理困境中提到的衝突。護理倫理更關心的是培養照顧的關係及病人關懷，而不是像行善、正義之類較廣泛的原則。例如，傳統醫療行為是偏向父爱主义，是以類似家長管理小孩的方式，由醫療人員決定如何治療對病人最好，現代則會認為這類觀點有可能違反病人的自主權及病人利益，和護理倫理中以病人為本的價值觀產生出衝突
上述的差異可以用不同的學理觀點進行分析，雖然有些討論比較偏向义务伦理学，還是有不少討論是在護理倫理中德性倫理學的範圍下進行，也有些討論偏向关怀伦理学，其倡導者將關係看得比抽象原則要重要，因此比其他伦理学的觀點更能反映出護理中照顧的關係。也常見到一些方式是以促進護士對病人的尊重和關懷，來強調病人的尊嚴。

## 護理倫理中的其他議題
護理人員會在其照護工作中設法去維護其受照顧者的尊嚴。在護理領域中，如何以有尊嚴的照護方式來回應病人的脆弱是重要的主題之一。
以一般的倫理理論來說，尊重人性的尊嚴的也就表示尊重個人以及其自主的選擇。因此人們對於其自身的接受的治療保有決定權。護理人員需遵守病人於知情同意下的決定。有爭議的部份是病人可能因為無行為能力或是精神疾病，無法為自己的治療作決定，為了維持病人的自主權利，一般會建議病患先填寫預設醫療指示，事先說明若失能時，希望接受的治療方式。
保密責任是護理倫理中的另一個主題，也是許多護理倫理守則的重要原則。有關病人的資訊只有在當事人允許的情形下才能分享給第三方人士，唯一的例外是分享資訊後才能符合更高的責任（例如保護生命）。與之相關的，是照顧者在病人病情嚴重（例如癌症）時，是否要和病人說實話的爭議。一方面病人需有足夠資訊才能自主決定，但知道過多病情又可能讓病人受到挫折甚至放棄治療。一般而言，會傾向告知病人病情，以尊重其自主後續醫療方式的能力，但有些人會要求此情形下不要告知，或者當事人不一定有能力可以了解相關的影響。近年來經驗倫理學（empirical ethics）也漸漸受到重視。
透過考慮以上的議題，護理人員可以努力用符合倫理的方式處理其日常事務，但有時護理實務會受到資源、醫院政策或是環境限制的影響，導致道德困境的出現。

## 延伸閱讀
- 生命倫理
- 護理霸凌
- 臨床治理（英语：Clinical governance）
- 衛生保健
- 美國人體實驗
- 醫學倫理
- 患者代表（英语：Patient advocacy）
- 患者权益宣言
- 醫療保健理念
- 護理人員
- 護理學系
- 護理深造學院